# Championnat d'Europe masculin de water-polo 1947
Navigation
Londres Vienne 1950
Le Championnat d'Europe de water-polo masculin 1934 est la sixième édition du Championnat d'Europe de water-polo masculin et la première disputée après la Seconde Guerre mondiale, compétition organisée par la Ligue européenne de natation (LEN) et rassemblant les meilleures équipes masculines européennes. Il se déroule à Monte-Carlo, à Monaco, du 10 au 14 septembre 1947.

## Premier tour

### Groupe A

#### Classement
| Rang | Équipe   | Pts | J | G | N | P | Bp | Bc | Diff |
| ---- | -------- | --- | - | - | - | - | -- | -- | ---- |
| 1    | Italie   | 4   | 3 | 1 | 2 | 0 | 12 | 7  | +5   |
| 2    | Pays-Bas | 4   | 3 | 1 | 2 | 0 | 10 | 6  | +4   |
| 3    | France   | 4   | 3 | 1 | 2 | 0 | 13 | 8  | +5   |
| 4    | Autriche | 0   | 3 | 0 | 0 | 3 | 1  | 15 | -14  |

#### Matchs
| 10 septembre 1947 | Pays-Bas | 3 - 3 | Italie |             |
|                   |          |       |        | Monte-Carlo |

| 10 septembre 1947 | France | 6 - 1 | Autriche |             |
|                   |        |       |          | Monte-Carlo |

| 11 septembre 1947 | Pays-Bas | 3 - 3 | France |             |
|                   |          |       |        | Monte-Carlo |

| 11 septembre 1947 | Italie | 5 - 0 | Autriche |             |
|                   |        |       |          | Monte-Carlo |

| 12 septembre 1947 | Pays-Bas | 4 - 0 | Autriche |             |
|                   |          |       |          | Monte-Carlo |

| 12 septembre 1947 | Italie | 4 - 4 | France |             |
|                   |        |       |        | Monte-Carlo |

### Groupe B

#### Classement
| Rang | Équipe      | Pts | J | G | N | P | Bp | Bc | Diff |
| ---- | ----------- | --- | - | - | - | - | -- | -- | ---- |
| 1    | Suède       | 4   | 2 | 2 | 0 | 0 | 11 | 5  | +6   |
| 2    | Hongrie     | 1   | 2 | 0 | 1 | 1 | 6  | 8  | -2   |
| 3    | Yougoslavie | 1   | 2 | 0 | 1 | 1 | 5  | 9  | -4   |

#### Matchs
| 10 septembre 1947 | Hongrie | 3 - 3 | Yougoslavie |             |
|                   |         |       |             | Monte-Carlo |

| 11 septembre 1947 | Suède | 5 - 3 | Hongrie |             |
|                   |       |       |         | Monte-Carlo |

| 12 septembre 1947 | Suède | 6 - 2 | Yougoslavie |             |
|                   |       |       |             | Monte-Carlo |

### Groupe C

#### Classement
| Rang | Équipe          | Pts | J | G | N | P | Bp | Bc | Diff |
| ---- | --------------- | --- | - | - | - | - | -- | -- | ---- |
| 1    | Belgique        | 4   | 2 | 2 | 0 | 0 | 10 | 2  | +8   |
| 2    | Grande-Bretagne | 2   | 2 | 1 | 0 | 1 | 5  | 8  | -3   |
| 3    | Tchécoslovaquie | 0   | 2 | 0 | 0 | 2 | 2  | 7  | -5   |

#### Matchs
| 10 septembre 1947 | Belgique | 7 - 1 | Grande-Bretagne |             |
|                   |          |       |                 | Monte-Carlo |

| 11 septembre 1947 | Belgique | 3 - 1 | Tchécoslovaquie |             |
|                   |          |       |                 | Monte-Carlo |

| 12 septembre 1947 | Grande-Bretagne | 4 - 1 | Tchécoslovaquie |             |
|                   |                 |       |                 | Monte-Carlo |

## Phase finale

### Groupe pour le titre

#### Classement
| Rang | Équipe   | Pts | J | G | N | P | Bp | Bc | Diff |
| ---- | -------- | --- | - | - | - | - | -- | -- | ---- |
| 1    | Italie   | 4   | 2 | 2 | 0 | 0 | 7  | 3  | +4   |
| 2    | Suède    | 1   | 2 | 0 | 1 | 1 | 3  | 4  | -1   |
| 3    | Belgique | 1   | 2 | 0 | 1 | 1 | 2  | 5  | -3   |

#### Matchs
| 13 septembre 1947 | Suède | 1 - 1 | Belgique |             |
|                   |       |       |          | Monte-Carlo |

| 13 septembre 1947 | Italie | 3 - 2 | Suède |             |
|                   |        |       |       | Monte-Carlo |

| 14 septembre 1947 | Italie | 4 - 1 | Belgique |             |
|                   |        |       |          | Monte-Carlo |

### Groupe de classement

#### Classement
| Rang | Équipe          | Pts | J | G | N | P | Bp | Bc | Diff |
| ---- | --------------- | --- | - | - | - | - | -- | -- | ---- |
| 1    | Hongrie         | 4   | 2 | 2 | 0 | 0 | 10 | 4  | +6   |
| 2    | Pays-Bas        | 2   | 2 | 1 | 0 | 1 | 8  | 6  | +2   |
| 3    | Grande-Bretagne | 0   | 2 | 0 | 0 | 2 | 3  | 11 | -8   |

#### Matchs
| 13 septembre 1947 | Hongrie | 5 - 2 | Pays-Bas |             |
|                   |         |       |          | Monte-Carlo |

| 13 septembre 1947 | Hongrie | 5 - 2 | Grande-Bretagne |             |
|                   |         |       |                 | Monte-Carlo |

| 14 septembre 1947 | Pays-Bas | 6 - 1 | Grande-Bretagne |             |
|                   |          |       |                 | Monte-Carlo |

## Statistiques

### Médaillés
| Édition          | Or | Argent | Bronze   |
| ---------------- | --- | ------ | -------- |
| Monte-Carlo 1947 | Italie Gildo Arena Emilio Bulgarelli Pasquale Buonocore Aldo Ghira Mario Majoni Geminio Ognio Gianfranco Pandolfini Tullio Pandolfini Luigi Raspini Umberto Raspini Cesare Rubini Sélectionneur : Giuseppe Valle | Suède  | Belgique |